# Leonyid Vlagyimirovics Dunajev
Leonyid Vlagyimirovics Dunajev (oroszul: Леонид Владимирович Дунаев) (Frunze, 1954. február 24. – ?, 2002) szovjet színekben világbajnok orosz párbajtőrvívó.